# لهجه اهوازی
لهجه اهوازی یکی از لهجه‌های خوزستانی زبان فارسی است که بخشی از مردم اهواز در استان خوزستان بدان سخن می‌گویند.

## پیشینه
نفوذ فارسی به خوزستان حداقل از زمان هخامنشیان آغاز شد و تا پیش از آن احتمالاً همه ساکنین آن‌جا به زبان مردهٔ عیلامی سخن می‌گفتند. مطابق گزارش‌های مورخان در اواخر دورهٔ ساسانی نیز در خوزستان افزودن بر فارسی، زبان خوزی نیز رواج داشته که احتمالاً از بقایای زبان عیلامی به‌شمار می‌رفته‌است. عمرو بن بحر از ادیبان سده ۳ قمری در البیان و التبیین در مورد زبان خوزستان چنین نقل می‌کند:
نیک می‌دانیم که خطیب‌ترین مردم ایرانیان‌اند و خطیب‌ترین ایرانیان، اهل فارساند و آنان که زبانی از همه شیرین‌تر و بیانی روان‌تر دارند و در ادای مقصود زبردست‌تر و در استدلال قاطع‌ترند مردم مروند و در پارسی دری و زبان پهلوی مردم قصبهٔ اهواز از همه فصیح‌ترند.— عمرو بن بحر، البیان و التبیین، ترجمهٔ مهستی بحرینی

## برخی جمله‌ها و اصطلاح‌ها
- کیف کردی؟ حال کردی؟ = اووردت؟
- فاضلاب = ایگو
- برو کنار = بردار
- بُرُس مو، برس قالی‌شویی = بُرُش (گرفته شده از کلمه Brush در انگلیسی)
- لاک غلط‌گیر = تیپکس
- مداد نوکی = اتود
- سنگ فرزکاری، دستگاه برش سنگ و آهن = سنگ جت
- نوعی سقز از صمغ طبیعی درخت = کُندُر
- دنده‌عقب برو = بک بگیر
- چراغ‌های کوچک ماشین = سِکِن
- جلوپنجره ماشین = شِل
- دست گرفتن پشت ماشین = چلب
- چراغ ترمز ماشین، چراغ قرمز تقاطع = چراغ خطر
- درجا زدن ماشین = بوکسوباد
- فلاشر ماشین = کنتاک
- واسکازین = گرایل
- آپاراتی = پنچری
- دور برگردان = بریدگی
- عالی، فوق‌العاده = عروسک
- میدان، شیر آب = فلکه
- قره‌قروت = قارا
- باتری = قوه
- دستمال کاغذی = کلینکس، کلنکس
- کجا هستی؟ = کجاشی؟
- الکی پلکی = گُتره‌ای
- خواستم حالی ازت بپرسم = گفتم حالی ازت بگیرم
- قسم می‌خورم = خدا شاهده، خدا گواهه[۴]